# Cryptochetum curtipenne
Cryptochetum curtipenne är en tvåvingeart som beskrevs av Frederick Knab 1914. Cryptochetum curtipenne ingår i släktet Cryptochetum och familjen Cryptochetidae. Inga underarter finns listade i Catalogue of Life.